# Georg Sporschill
Georg Sporschill (n. 26 iulie 1946, Feldkirch, Vorarlberg, Austria) este un preot iezuit și activist social austriac.
După ce a lucrat ca și capelan și s-a implicat în munca religioasă cu tinerii, în perioada 1982-1991 a lucrat în Viena sub patronajul Fundației Caritas în domeniul ajutorării tinerilor fără adăpost, a delincvenților tineri și a dependenților de droguri, precum și în cel al reinserției sociale a acestora.
Începând din anul 1991 el a fondat, a condus și ulterior a patronat în arealul Europei de Est în România, Bulgaria și Republica Moldova o rețea de sprijin pentru copiii străzii, prin intermediul Fundației umanitare Concordia „Proiecte sociale”. Obiectul principal de activitate al acesteia este recuperarea și reintegrarea socială școlară și familială, a copiilor și tinerilor care provin din familii dezorganizate, defavorizate social sau direct din stradă.
Din anul 2012 s-a ocupat împreună cu Ruth Zenkert, prin intermediul Asociației Elijah - Inițiativa Socială Ruth Zenkert, de furnizarea de servicii sociale copiilor și familiilor de rromi de pe Valea Hârtibaciului, aflate în dificultate economică și socială.
În calitate de autor, teoretician și formator, a abordat tematici legate de practica religioasă a copiilor și a tineretului, precum și teme legate de provocările asociate cu activismul social în acest domeniu. A căutat de asemenea prin ceea ce a scris, să ofere împreună cardinalul Carlo Maria Martini un răspuns din perspectiva oamenilor religioși, la criza eticii contemporane. A abordat de asemenea idei legate de însemnătatea  credinței religioase pentru viață și de viitorul pe care îl au oamenii tineri în sânul Bisericii, sau de ce anume trebuie schimbat, astfel încât creștinismul în sine ca doctrină și religie să aibă un viitor.

## Biografie
S-a născut pe într-o familie cu 9 copii. Tatăl său a fost inginer constructor, iar mama casnică.
După ce a terminat studiile liceale umaniste în 1964 în orașul său natal, și-a continuat formarea în plan universitar în domeniul teologiei (din anul universitar 1968/1969 studiind și pedagogia și psihologia) la Innsbruck și Paris (la Institutul Catolic, în anul universitar 1967/1968). După finalizarea studiilor universitare (1970) a lucrat mai întâi până în 1972 ca asistent universitar la Institutul de Studii Liturgice, după care a devenit consilier pentru educația adulților în aparatul guvernului landului Vorarlberg.
A intrat în ordinul iezuiților în 1976 la vârsta de 30 de ani, iar la 32 de ani a fost hirotonit preot. În calitate de capelan al unei parohii din districtul vienez Lainz, s-a implicat în munca religioasă cu organizațiile de tineret. În perioada cât a fost capelan a fost și redactor șef al revistei spirituale „Entschluss“ („Decizie”).

## Activismul pe teren social
Activitatea de ajutorare a tinerilor fără adăpost, a delincvenților tineri și dependenților de droguri, capelanul Georg Sporschill a început-o în Viena în anul 1982, preluând una dintre casele de adăpost ale Fundației Caritas. A continuat să lucreze sub patronajul aceleaiași organizații, construind locuințe pentru tinerii fără adăpost și distribuind  hrană (prin programul "Canisibus" - "Autobuzul" care aduce masa), celor fără adăpost din gările Vienei. A fondat tot în Viena o cantină socială numită "Inigo" (denumirea însemnând atât numele spaniol al fondatorului Ordinului Iezuit - Ignațiu de Loyola, cât și îndemnul "du-te" - în dialectul local din Vorarlberg), accesibilă atât șomerilor aflați în dificultate, cât și tinerilor cu antecedente penale. Pentru aceștia din urmă în 1988 fondează un club, ajutându-i la reinserția socială.
În Viena a instituit în casele de adăpost reguli clare, motivând locatarii să caute de lucru. A a atras treptat în activitatea sa voluntari, casnice, pensionari în tranziție, precum și studenți care doreau să completeze o practică socială. Datorită rezultatelor sale, a obținut continuarea activității de suport a Caritas. A reușeștt să faciliteze atât obținerea de locuri de muncă pentru asistații săi, cât și inițierea unor cursuri de formare profesională pentru șomerii aflați de multă vreme în căutarea unui loc de muncă.
La începutul deceniului nouă, Fundația Caritas Austria era în căutarea unui membrul al Ordinului Iezuit, care ar fi fost dispus să lucreze cu copii străzii din România. La acea dată preotul Georg Sporschill avea deja o bogată exeperiență cu persoanele fără adapost din Austria, astfel că sub patronajul și la indicația superiorilor săi ecleziastici în 1991 preotul a venit în București. Era însoțit de trei voluntari din Germania și Austria și avea mandat pentru o misiune socială planificată inițial să dureze 6 luni (inițierea unui dialog cu copiii străzii și înființarea unui adăpost pentru aceștia). Observând dimensiunea nevoilor copiilor străzii bucureșteni, călugărul a solicitat superiorilor din ordinul său monastic acordul pentru continuarea activității, în România. În calitate de asociație de sprijin, Caritas Austria a susținut continuarea activității acestuia doar pentru o perioadă, după care preotul a trebuit să se descurce singur. În timp, asistența socială destinată copiilor în dificultate avea să devină misiunea vieții sale.

### Europa de Est și Fundația„Concordia Proiecte sociale”
Împreună cu Ruth Zenkert părintele Sporschill a înființat în 1992 Organizația Umanitară CONCORDIA Proiecte sociale, care își propunea să ofere o alternativă copiilor străzii și din canale. Aceasta dezvoltându-se în timp, a fost nevoie ca Pater Georg să lase în urmă oameni care să se ocupe de educația copiilor, iar el să pornească pentru a găsi fonduri de zeci de milioane de euro în Austria, Elveția, Germania, Liechtenstein.
Sub patronajul său organizația a construit centre sociale, case și locuințe pentru copii și tineri, precum și ateliere și școli de ucenicie. Sub auspiciile acelorași deziderate care l-au condus și până atunci pe Georg Sporschill, în anul 2004 a debutat activitatea din Republica Moldova, dedicată atât orfanilor și tinerilor fără posibilități materiale - prin construirea unui complex de locuințe, cât și bătrânilor - prin construirea unei rețele de cantine și centre sociale, precum și copiilor bolnavi - prin suportul oferit unei secții de Pneumoftiziologie Pediatrică din Chișinău. În anul 2008 a trecut la extinderea activității în Bulgaria, prin înființarea unui centru social destinat copiilor străzii și cu stare materială precară, minorilor refugiați și neîndrumați, fetelor și tinerelor mame aflate într-o situație dificilă.
După o perioadă, activitatea lui „Pater Georg”, cum este el numit de copii străzii, s-a mutat - în principal - în lumina vieții sociale publice. Acest lucru a fost necesar pentru a sprijini din punct de vedere financiar și ideologic continuarea proiectului început. A reușit astfel angrenarea chiar și a unor agenții guvernamentale, cum sunt cele ale guvernul federal austriac și ale landului Vorarlberg.
În semn de apreciere a activității sale din România, statul român i-a acordat cetățenia română.
La momentul 2012, Organizația Cocordia aborda arealul activității sale printr-o serie de principii și metode de lucru:
- Fundamentul acțiunilor sociale: Oferirea atât de speranțe cât și mai ales de perspective.
- Pentru copii:

- Principii:

- Reintegrarea și acceptarea socială
- Dezvoltarea aptitudinii de a-și construi un trai independent
- Dezvoltarea creativității

- Metode de lucru:

- Dialog și asistență stradală:* Dialog și asistență stradală
- Asigurarea unor condiții de existență materială, salubre și decente precum și de asistență medicală
- Înființarea unor "Grupuri familiale" de câte 8-12 copii și 3 educatori
- Autogospodărire
- Acces la educație
- Sprijini în deprinderea unei meserii
- Activitate de postconsiliere prin suport în găsirea unui loc de muncă, a unei locuințe, și orientare în luarea unor decizii importante

- Pentru vârstnici:

- Principii: Suport pentru vârstnicii și bolnavii lăsați în urmă de tinerii care își părăsesc satele în care nu pot găsi un loc de muncă
- Metode de lucru: Cantinele sociale cu rol inclusiv de centre de întâlnire

### Asociația Elijah

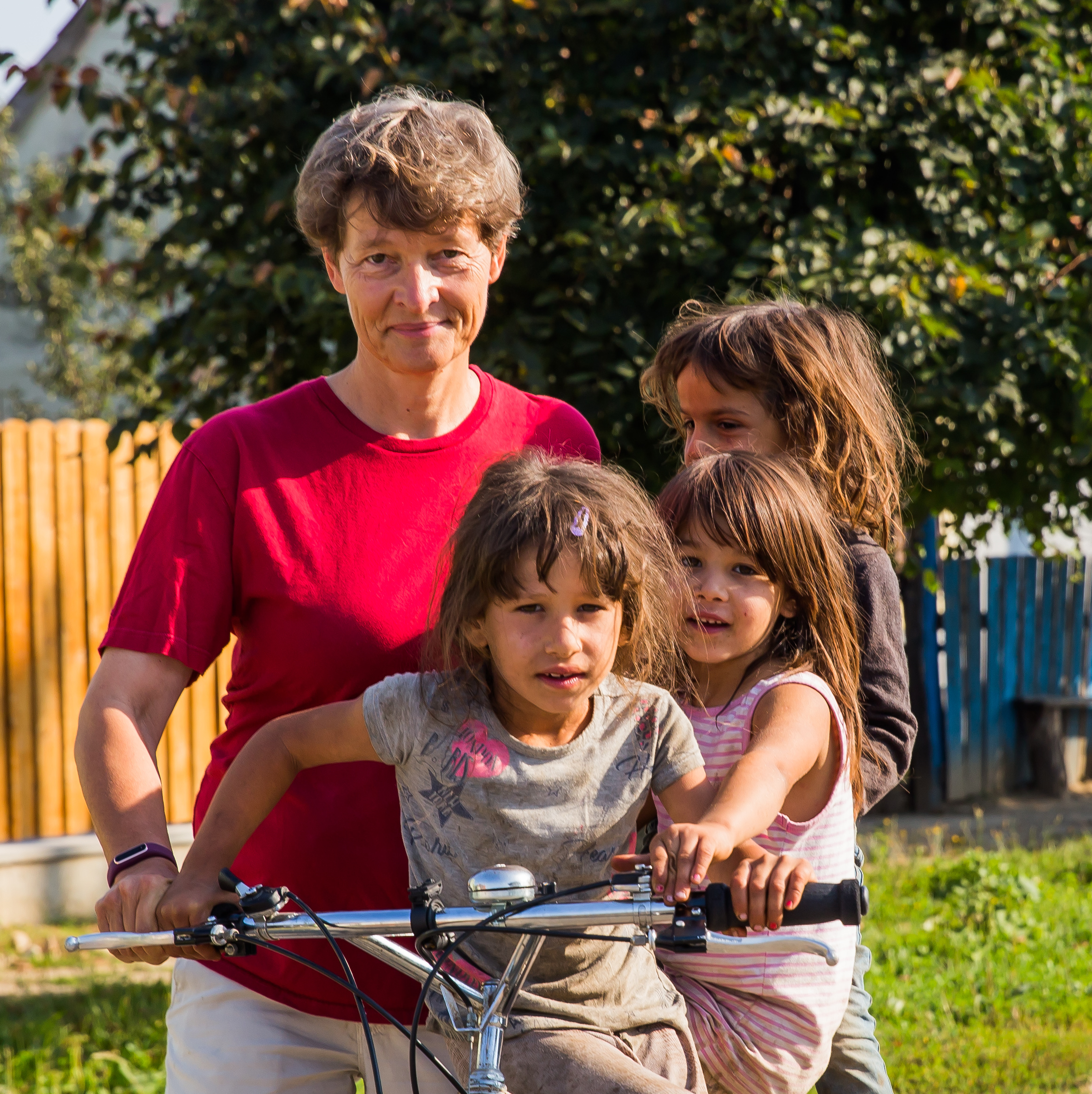
Ruth Zenkert

În iulie 2011 s-a retras din consiliul de conducere al asociației Concordia și a încetat să strângă fonduri pentru aceasta, pentru a reveni la vocația sa inițială și pentru a merge „acolo unde nimeni nu merge”. Astfel, în anul 2012 a înființat împreună cu Ruth Zenkert Asociația Elijah - Inițiativa Socială Ruth Zenkert, cu un obiectiv centrat pe furnizarea de servicii sociale copiilor și familiilor de pe Valea Hârtibaciului, aflate în dificultate economică și socială. Satele deservite la început erau Hosman, Țichindeal, Nou din județul Sibiu. În aceste localități s-au înființat centre sociale, și s-a pus bazele unui proiect intitulat „Școala de Muzică”, urmărind punerea în valoare a abilităților native ale copiilor în ceea ce privește muzica și dansul. Astfel, s-a urmărit dezvoltarea lor în cadrul unor activități de grup precum cele care au loc în cadrul unor formații corale, instrumentale sau echipe de dansuri, cultivându-li-se spiritul comunitar și socializarea. În atenția asociației au intrat și satele Nocrich, Cașolț și Daia. După 5 ani de activitate, asociația lucra cu peste 450 de copii în centrele sale sociale și în două școli de muzică. Există de asemenea în derulare proiecte de instruire în muncă.
În această zonă, asociația sprijină familii de rromi aflate într-un mediu caracterizat de o sărăcie extremă, prin sprijinirea activității de educare elementară a copiilor, prin procurarea de medicamente pentru bolnavi sau construirea de cuptoare și sobe pentru gătit și încălzit, precum și prin deschiderea unor centre sociale. În centrele sociale, tinerii sunt asistați în timp ce duc o viață independentă, mulți dintre ei învățând să muncească. În centrul unei comunități „Elijah” există o casă educațională (germană Bildungshaus), care susține aproximativ 20 de adolescenți. În centrele sociale există un medic la care pot apela toți oamenii din sat. Casa educațională principală poartă numele de „Steaua Dimineții” (Stella Matutina) și este organizată în stilul unui fost gymnasium privat din Feldkirch a ordinului iezuit (germană Privatgymnasium des Jesuitenordens in Feldkirch), de acolo de unde s-a născut în 1946 părintele Sporschill.

## Citate și aprecieri
- Motto-urile biblice, pe care părintele le repetă adesea, sunt:

- „Cine salvează o viață, salvează întreaga lume.”

- „Copii străzii m-au transformat într-un preot recunoscător, într-un cetățean austriac și român mândru, într-un cetățean care știe să aprecieze cu adevărat familia sa aflată în siguranță. Pe fundalul acestui orizont povestea vieții mele începe să strălucească”[18].
- „Zidurile mănăstirii mele sunt copiii pe care i-am salvat”[19]
- „De ce? Nu este un lucru rațional, este ca atunci când te îndrăgostești de o femeie și te căsătorești cu ea. Este o pornire lăuntrică, o chemare. Așa se face că sunt iezuit de 32 de ani. De ce sunt iezuit, de ce mi-am închinat viața bisericii? Răspunsul este simplu: întâlnesc mulți oameni care caută ceva, care doresc să ajute, care sunt la ananghie și au nevoie de ajutor. Aceasta este menirea bisericii, să ajute toți oamenii, indiferent de religie și de credință. Nu vei găsi niciodată capătul drumului, dar vei avea o viață frumoasă. Trebuie să spun că nevoia de ajutor nu este o problemă românească. Nu există societate fără săraci, indiferent dacă sunt săraci în sens material sau spiritual. Lupta contra sărăciei va fi mereu misiunea mea.”[20]
- Ministerul afacerilor Externe al Austriei (Comunicat de presă, Ursula Plassnik, 2006.09.06)  „Părintele Georg Sporschill este un partener în lupta împotriva săraciei și a lipsei de perspective în lume”[21]

## Publicații

### Volume
- [Cum să ne rugăm astăzi: Un manual de educație pentru adulți (Seria „Informație și Educație”)] - Wie heute beten: Ein Arbeitsbuch für die Erwachsenenbildung (Reihe Information und Bildung); Georg Sporschill, Gilbert Niggl, Wolfgang Feneberg, Maria Luise Thurmair, Rupert Feneberg (Editor Georg Sporschill ; colaboratori Gilbert Niggl, Wolfgang Feneberg, Maria-L. Thurmair, Rupert Feneberg); Stuttgart: Katholisches Bibelwerk; 1973, ISBN 978-3-4602-0021-0
- [Copii fericiți? Seminar (comunitar) despre probleme educaționale parentale (Seria „Modele și materiale pentru educația adulților în comunitate”, volumul 2)] - Glückliche Kinder? : Gemeindeseminar zu Fragen der Kindererziehung (Edition Modelle und Materialien für die Erwachsenenbildung in der Gemeinde, Band 2); Georg Sporschill, Wolfgan Feneberg, Jakob Schneider (Editori: Georg Sporschill, Wolfgan Feneberg, Jakob Schneider, Introducere de Rupert Feneberg, colaboratori Marianne Fichten și Fritz Fischer); Freiburg : Christophorus-Verlag, 1973, ISBN 978-3-4195-3861-6
- [Confesiunea astăzi: Pași concreți către o nouă practică] - Wie heute beichten: Konkrete Schritte zu einer neuen, sinnvollen Praxis; Georg Sporschill (Editor Georg Sporschill; colaborator Rupert Feneberg [u. a.]); Freiburg (im Breisgau), Basel, Wien: Herder; 1974; ISBN 978-3-4511-7071-3
- [24 de sarcini pentru cei care se pregătesc să ajute Școala și comunitatea]; 24 Aufgaben für Firmlinge : Hilfen für die Firmvorbereitung in Schule und Gemeinde; Wolfgang Feneberg, Georg Sporschill (Editori: Wolfgang Feneberg, Georg Sporschill ); München : Kösel; 1974; ISBN 978-3-4665-0011-6
- [Activitatea religioasă cu copiii: Manual pentru conducătorul de grup] - Religiöse Jugendarbeit: Werkbuch für Gruppenleiter; Georg Sporschill, Wolfgang Feneberg (Autori și editori: Georg Sporschill, Wolfgang Feneberg); Freiburg: Herder; 1983; ISBN 978-3-4511-9666-9
- [Mărturii: Retrospectivă asupra anilor „80”] - Bekenntnisse:Rückblick auf 80 Jahre; Karl Rahner, Georg Sporschill (Karl Rahner - Autor, Georg Sporschill - Editor); Wien, München:Herold; 1984; ISBN 978-3-7008-0258-7
- [Orizonturi ale religiozității: Scurte eseuri (Seria „Decizie”, Vol. I)] - Horizonte der Religiosität : kleine Aufsätze (Edition Entschluss, Band 1) ; Karl Rahner, Georg Sporschill (Karl Rahner - Autor, Georg Sporschill - editor), Wien, München: Herold; 1984, ISBN 978-3-7008-0276-1
- [Rugul aprins: Metamorfoza vieții și noua cunoaștere a lui Dumnezeu (Seria „Decizie”, Vol. II)]; Der verbrannte Dornbusch: Lebensveränderung und neue Gotteserfahrung (Edition Entschluss, Band 2); Georg Sporschill (autor și editor); Wien, München:Herold; 1984; ISBN 978-3-7008-0275-4
- [Calea lui Pavel: Apostolul păgânilor (Seria „Decizie”, Vol. III)]; Der Weg des Paulus: Apostel der Heiden (Edition Entschluss, Band 3); Georg Sporschill (autor și editor); Wien, München:Herold; 1985; ISBN 978-3-7008-0291-9
- [Înțelegi problema mea? Părintele Georg Sporschill răspunde tinerilor (Seria Institutului de Psihologie preventivă și de reabilitare a adolescenților Ludwig Boltzmann, Viena)]; Verstehst Du mein Problem?: Pater Georg Sporschill antwortet jungen Menschen (Veröffentlichungen des Ludwig-Boltzmann-Institutes für Präventiv- und Rhabilitationspsychologie im Jugendalter, Wien); Freiburg (im Breisgau), Basel, Wien: Herder; 1988; ISBN 978-3-4512-1095-2
- [Tu și noi: Rugăciunile tinerilor (Carte de Rugăciune pentru tineret)]; Du und wir : Jugendgebete ; [Jugendgebetbuch]; Wolfgang Feneberg, Georg Sporschill (Wolfgang Feneberg - Autor, Georg Sporschill - Editor, cu binecuvântarea lui Franz Kreissl); Zürich, Köln: Benziger & Wien:Herold; 1991; ISBN 978-3-5452-9006-8
- [Cea de-a doua milă: O viață petrecută cu „Copii speranței”]; Die zweite Meile: Ein Leben mit Hoffnungskindern; Georg Sporschill (Autor și editor); Wien: Ueberreuter; 2006; ISBN 978-3-8000-7211-8

- Determinantă pentru publicarea acestei cărți - care este mai mult o confesiune personală și o invitație făcută cititorilor de a i se alătura și de a se gândi la ceea ce este cu adevărat important în viață - a fost experiența câștigată pe tărâmul activismului social. Inspirația pentru scrierea acesteia a aflat-o în versetul (Matei 5, 41) din Noul Testament , unde Isus spune:  Iar de te va sili cineva să mergi o milă, mergi cu el două!
- Proiectul social „Copiii speranței” - a fost și este susținut de Abația Klosterneuburg

- [Ca și vulturii tineretul trebuie să se avânte pentru a-și reânnoi formarea spirituală]; Wie dem Adler wird dir die Jugend erneuert Wege zum spirituellen Training; Georg Sporschill, Wolfgang Feneberg (Georg Sporschill, Wolfgang Feneberg: Autori și editori, Peter Mitterbauer - Prefață, Nora Schoeller - fotograf); Wien: Carl Ueberreuter GmbH; 2006; ISBN 978-3-8000-7275-0
- [Călăuzește-mă în deșert: Căi de antrenament spiritual]; Du führst mich hinaus ins Weite: Wege zum spirituellen Training; Wolfgang Feneberg, Georg Sporschill (Autori și editori: Wolfgang Feneberg, Georg Sporschill); Wien: Karl Ueberreuter Gmbh; 2008; ISBN 978-3-8000-7362-7
- [Convorbiri nocturne în Ierusalim. Despre riscurile credinței (Seria „Eseuri”)]; Conversazioni notturne a Gerusalemme : sul rischio della fede (Saggi serie); Carlo Maria Martini, Georg Sporschill (Autori și editori: Carlo Maria Martini, Georg Sporschill); Milano:Edizioni Mondadori; 2008; ISBN 978-8-8045-8391-2

- Cartea a avut ca sursă de inspirație întâlnirile cu tinerii, încercând să se constituie într-un răspuns al oamenilor religioși la criza eticii contemporane. Mottoul și întrebarea fundamentală la care încearcă să răspundă textul este "- Ce ar face Isus dacă ar trăi în zilele noastre ?"

- [Sărăcia și marginalizarea copiilor în Europa – Exemplul Austriei și Regiunii Dunării (Vol. 2/2010, Revista Regiunii Dunării, Institutul pentru Regiunea Dunării și Europa Centrală, Viena)]; Kinderarmut und Ausgrenzung in Europa:Beispiel Österreich und Donauraum (Institut für den Donauraum und Mitteleuropa, Der Donauraum, Band 2); Georg Sporschill; Gudrun Biffl (Gudrun Biffl - Autor, Georg Sporschill - Editor); Wien: @Donauraum; 2010; Beschreibung: S. 89-183 : graph. Darst.
- [Conversații nocturne cu cardinalul Martini: Despre relevanța Biserici pentru ziua de mâine]; Night Conversations with Cardinal Martini: The Relevance of the Church for Tomorrow; Cardinal Carlo M. Martini, Georg Sporschill (Autori și Editori: Carlo M. Martini, Georg Sporschill); 2013; ISBN 978-080-914-799-1.

- Volumul scris în colaborare cu același Carlo Maria Martini, se afla în pregătire pentru publicare în anul 2013.
- Subiectul cărții implică însemnătatea  credinței religioase pentru viață, viitorul pe care îl au oamenii tineri în sânul Bisericii și ce anume trebuie schimbat astfel încât creștinismul în sine ca doctrină și religie să aibă un viitor.

### Articole și subcapitole în volume
- [Biserica - în calitate de avocat al copiilor - Cap. III: Consecințe practice - Copii mici suferă]; The church as an advocate of children - Chapter III: Practical consequences - Book: Little children suffer (Concilium (Glen Rock, N.J.)); London: SCM Press & Maryknoll, NY: Orbis Books; 1996/2; ISBN 978-0-3340-3037-9
- [Sângele Lui curge prin noi pentru copiii noștri ! - Isus din Nazaret - Anuarul Univerității Salzburg: Săptămânile Univerității Salzburg -1994]; Sein Blut komme über uns und unsere Kinder!-Jesus von Nazaret : im Auftrag des Direktoriums der Salzburger Hochschulwochen als Jahrbuch; Graz: Verlag Styria;  1995; ISBN 978-3-2221-2283-5
- [Un maestru al întrebărilor bune ... un fel de Socrate - Întâlniri cu Karl Rahner: Amintiri despre Rahner ale celor care l-au cunoscut];''A master of good questions ... a little like Socrates - Encounters with Karl Rahner : remembrances of Rahner by those who knew him; Milwaukee, Wis.: Marquette University Press, 2009; ISBN 978-0-8746-2740-4
- [Nimic nu aud, nu miros, nu gust sau nu simt. Exerciții despre Iad]; Schauen, hören, riechen, kosten, tasten. Die Höllenbetrachtung in den Exerzitien in: Entschluß, Jahrgang 39, 1984, Heft 2, Seite 30 – 33
- [Biblia pentru cei ce îndrăznesc]; Bimail - Bibel für wagemutige

- Este un buletin infromativ online săptămânal de educație, care poate fi primit pe e-mail. Textele se referă la versete biblice adaptate experiențelor vremurilor actuale.
- Apare în format tipărit săptămînal, și în cotidianul „Die Presse”.

### Publicații despre Georg Sporschil
- Christine Dobler, Pater Georg Sporschill und das JUCA [în traducere „Părintele Georg Sporschill și organizația J.U.C.A.”], Feldkirch: H. Münzer; 1993; ISBN 978-3-8517-6015-6
- Anna Melach, Krieg führen ist leicht. Wie aber führt man Frieden? Menschen, die die Welt verändern: Bertha von Suttner, Mahatma Gandhi, Geschwister Scholl, Martin Luther King, Mutter Teresa, Frère Roger, Nelson Mandela, Betty Williams, Mairead Corrigan, Oscar Romero, der Dalai Lama, Wangari Maathai, Pater Georg Sporschill, Rigoberta Menchú Tum, Daniel Barenboim, Shirin Ebadi [în traducere „Războiul se poartă cu ușurință. Dar oare cum se instituie pacea? Oameni care transformă lumea: Bertha von Suttner, Mahatma Gandhi, Frații Scholl, Martin Luther King, Maica Tereza, Frère Roger, Nelson Mandela, Betty Williams, Mairead Corrigan, Oscar Romero, Dalai Lama, Wangari Maathai, Pater Georg Sporschill, Rigoberta Menchú Tum, Daniel Barenboim, Shirin Ebadi”]; Innsbruck [u.a.]: Tyrolia-Verl; 2010; ISBN 978-3-7022-3093-7
- [Planificarea operațională și sistemul de bugetare pentru proiectul social de tip organizație non-profit al Părintelui Georg Sporschill "Copiii străzii din România" - Teză de doctorat în Economie la Universitatea Economică din Viena]; Ein operatives Planungs- und Budgetierungssystem für eine NPO anhand des Sozialprojekts Pater Georg Sporschill "Straßenkinder in Rumänien"; Andreas Holzer; Diplomarbeit an der Wirtschaftsuniversität Wien; 1999
- [Confesiunile părintelui George - din viața iezuitului Georg Sporschill; Documentar]; Die bekenntnisse des Pater Georg - Aus dem Leben des Jesuiten Georg Sporschill SJ; Andrea Eckert; Dokumentarfilm, 45 Min.; 2008; Fischer Film & ORF Entreprise Arhivat în 1 mai 2013, la Wayback Machine. accesat 2012..12.31
- [Ilie și corbii săi. Cum Georg Sporschill citește Biblia pentru viață]; Elijah & seine Raben. Wie Georg Sporschill die Bibel für das Leben liest; Dominik Markl (Hg.); Amalthea; Wien; 2016; ISBN 978-3990500293
- [Cine salvează o viață salvează o lume întreagă: Viața părintelui Sporschill]; Chi salva una vita salva l'umanità intera... con padre Georg Sporschill; Stefano Stimamiglio; Cinisello Balsamo; San Paolo; 2014

## Distincții
Activismul social al Părintelui Sporschill a fost recompensat cu o serie de onoruri:
- 1991 Medalia de argint pentru servicii aduse orașului Viena[necesită citare]
- 1993 Premiul Bruno Kreisky[necesită citare] (acordat de Fundația Internațională Bruno Kreisky)- pentru servicii aduse drepturile omului
- 1994 Premiul Cardinalul König (acordat de Fundația " Communio et Progressio - noi speranțe pentru Regiunea Dunării ") - pentru serviciile aduse la centrul de tineret al Caritas Viena și centrul Concordia pentru copiii străzii din București[necesită citare]
- 1994 Premiul Toni Russ[necesită citare] (acordat de editorii ziarului  News of Vorarlberg) pentru servicii de valoare aduse Austriei și poporului austriac
- 1998 Premiul special Hans-Czermak[necesită citare] (din partea Fundației Dr. Karl Renner)
- 1999 Medalia de aur "Pentru Merit"[necesită citare] a Republicii Austria
- 1999 Premiul Kiwanis[necesită citare]
- 2002 Premiul Organizației Națiunilor Unite pentru Societatea civilă[5] - oferit pentru eforturile în combaterea criminalității, dependenței de droguri și traficului cu ființe umane
- 2002 Medalia Montfort[5] (acordată de guvernul landului Vorarlberg) - pentru promovarea relațiilor de prietenie ale landului
- 2002 Ordinul Național al Serviciului Credincios al Republicii România[necesită citare]
- 2004 a fost desemnat de societatea de televiziune ORF și de către cotidianul Die Presse „Austriacul anului”[5] - la categoria „Social”
- 2004 Premiul Albert Schweitzer[18] (acordat de Fundația Johann Wolfgang von Goethe) - dat fiind că s-a remarcat prin activitatea sa exemplară, altruistă
- 2005 Premiul pentru Drepturile omului Felix Ermacora[necesită citare] (oferit de Clubul Felix Ermacora al Partidului Popular Austriac)
- 2005 Doctor Onorific în Teologie a Universității din Innsbruck[5]
- 2006 Ordinul de Merit[21] pentru serviciile aduse Republicii Austria
- 2007 Ordinul de Onoare[29] al Republicii Moldova
- 2008 Premiul social Essl - pentru merite în antreprenoriatul social privat asociat implementării proiectului "Casa lui Avraam" Ploiești , România[30]
- 2011 Premile First choice prize și Hugo Awards ale Fundației ERSTE Pentru Integrare Socială - Pentru Proiectul de bussines social Brutăria Concordia[31]